# WebGL
WebGL (Web Graphics Library) és una especificació estàndard que defineix una API implementada en JavaScript per a la renderització de gràfics en 3D dins de qualsevol navegador web compatible sense l'ús de complements. No requereix l'ús de plug-ins addicionals en qualsevol plataforma que suporti OpenGL 2.0 o OpenGL ES 2.0. WebGL està completament integrat amb altres estàndards web, permetent l'ús accelerat per GPU de la física, el processament d'imatges i els efectes al llenç HTML. Els elements WebGL es poden barrejar amb altres elements HTML i combinar-los amb altres parts de la pàgina o del fons de la pàgina.
Els programes WebGL consisteixen en un codi de control escrit en JavaScript que permet usar la implementació nativa de OpenGL es 2.0, un llenguatge similar a C o C++, que s'executa en una unitat de processament gràfic (GPU). WebGL està dissenyat i gestionat pel consorci de tecnologia sense ànim de lucre Khronos Group.